# 'A parturente
'A parturente è il quarto album in studio del cantautore italiano Nino D'Angelo, pubblicato nel 1979.

## Tracce
1. 'A parturente – 4:11
2. Primmo ammore – 3:46
3. Amammece – 4:51
4. A' canzone degli emigranti – 3:41
5. Nu gelato e nu cafè – 2:49
6. 'O mariunciello – 2:34
7. Esposito Teresa – 4:08
8. Core mio – 4:07
9. Te desidero te voglio – 4:22
10. Nun te pozzo vasà – 3:07
11. Pecundria – 4:38